# Руди йонні
Руди йонні (рос. руды ионные, англ. ionic ores, нім. Ionenerze n pl) –глинисті мінерали кори вивітрювання гранітів, в яких рідкісноземельні метали (РЗМ) в йонній формі сорбовані на поверхні частинок. 

## Загальна характеристика
Один з основних промислових типів рідкісноземельних руд. За складом Р.й. – інтрієвоземельні. Відношення TRCe : TRY = 0,1...3,0. 
Йонні руди не потребують подрібнення перед переробкою. РЗМ із Р.й. вилучаються вилуговуванням з використанням розчинів на основі NaCl або NH4. Для осадження оксалатів додають щавлеву кислоту. Після фільтрації і прокалювання оксалати перетворюються в оксиди, утворюючи концентрати з вмістом рідкісноземельних оксидів (РЗО) понад 90 %.

## РОзповсюдження
Світове виробництво РЗО з Р.й. складає, орієнтовно, 8–9 тис.т, або 8-10 %. Виробництво РЗО в концентратах з Р.й. в Китаї становить 10-15 % від загальних обсягів виробництва. Промислові запаси йонних руд в Китаї – 720 тис.т, прогнозні ресурси – 30640 тис.т. Найбільші родовища Р.й. Китаю: Лонг Нан, Вак Ан, Дик Нан, Ксан Ва. Вміст РЗО в рудах цих родовищ – 0,05–0,15 %.
В Росії прогнозні ресурси Р.й. оцінюються в десятки тис.т (Верхньомакарівське і Тенякське родовища на Середньому і Південному Уралі, в Орському Заураллі).
В Українському Приазов’ї виявлені багаті зруднення церієвих (в сієнітах Азовської ділянки) та ітрієвих земель – у корі вивітрювання гранітів та в самих гранітах (Катеринославський і Стародубський гранітні масиви, Володарський район, Донецька обл.). 